# Törpe boróka
A törpe boróka (Juniperus squamata) a ciprusfélék családjába tartozó növényfaj. Kertekben szerte a világon ültetik.

## Előfordulása
A Himalája északnyugati részétől Kína északi és nyugati területeiig honos. A magashegységekben 4000 m magasra is felhatolhat.

## Megjelenése, felépítése
Termőhelyétől függően kúszó bokor vagy legfeljebb 10 m magas kis fa. Szürkésbarna kérge szalagokban leválik. Ágvégei bókolnak: a talajon kúsznak vagy lecsüngenek.
Hármasával növő, 3–5 mm hosszú, szúrós tűleveleinek színe fehéresen hamvas, a fonákuk zöld. 4–8 mm átmérőjű, ovális tobozbogyói feketések.

## Életmódja, termőhelye
Kétlaki növény. Szinte bármilyen talajon megél; magashegyi fajként a hideget és a szárazságot is jól tűri, de igazán szépen csak párás, nyáron csapadékos helyeken fejlődik.
Elszáradt tűlevelei sokáig a növényen maradnak.

## Alfajok, változatok
Az alapfaj Magyarországon alig ismert (Józsa).
- J. squamata 'Meyeri' — a legismertebb (ősi kínai) kertészeti változat. A 20. század elején került át Kínából Európába; 1914 óta jegyzik. Felálló ágvégű, szabálytalan bokra 2–4 m magasra nő. Fiatalon koronája kúpos, lombja sűrű, sötét acélkék és szürkéskék között változó. Idősebb korában szabálytalanul elágazik, és az alja kiritkul. Vörösesbarna kérge rostos, papírszerű csíkokban válik le. Ágairól a törpehajtások sűrűn lecsüngenek. Sűrűn, hegyesszögben elálló, 8 mm hosszú tűlevelei szúrósak; a törzs felőli oldalukat kékeszöld csík díszíti. Nyáron célszerű öntözni. Metszeni május végén célszerű. Főleg fiatal korában szép, mivel az idősebb példányok az elöregedett, vöröses tűlevelek miatt (különösen száraz környezetben) pusztuló benyomást keltenek. Ez megifjítással (alapos visszametszéssel) megelőzhető.
  - J. squamata 'Blue Star' — a 'Meyeri' kultúrváltozat mutációjaként jött létre. Lassan növő, elheverő fajta. Kis termetű, 1 m-nél kifejletten is alig magasabb, és szélessége sem több 1,5 m-nél. Acélkék bokra szabálytalan félgömb alakú, tömött. Apró, hirtelen kihegyesedő, szúrós tűlevelei kékeszöldek, a fonákuk hamvaskék. Semleges vagy enyhén savanyú talajon szépen fejlődik. Párás levegőre van szüksége, a tartós szárazságot nem tűri.
- J. squamata 'Blue Carpet' —

## Képek

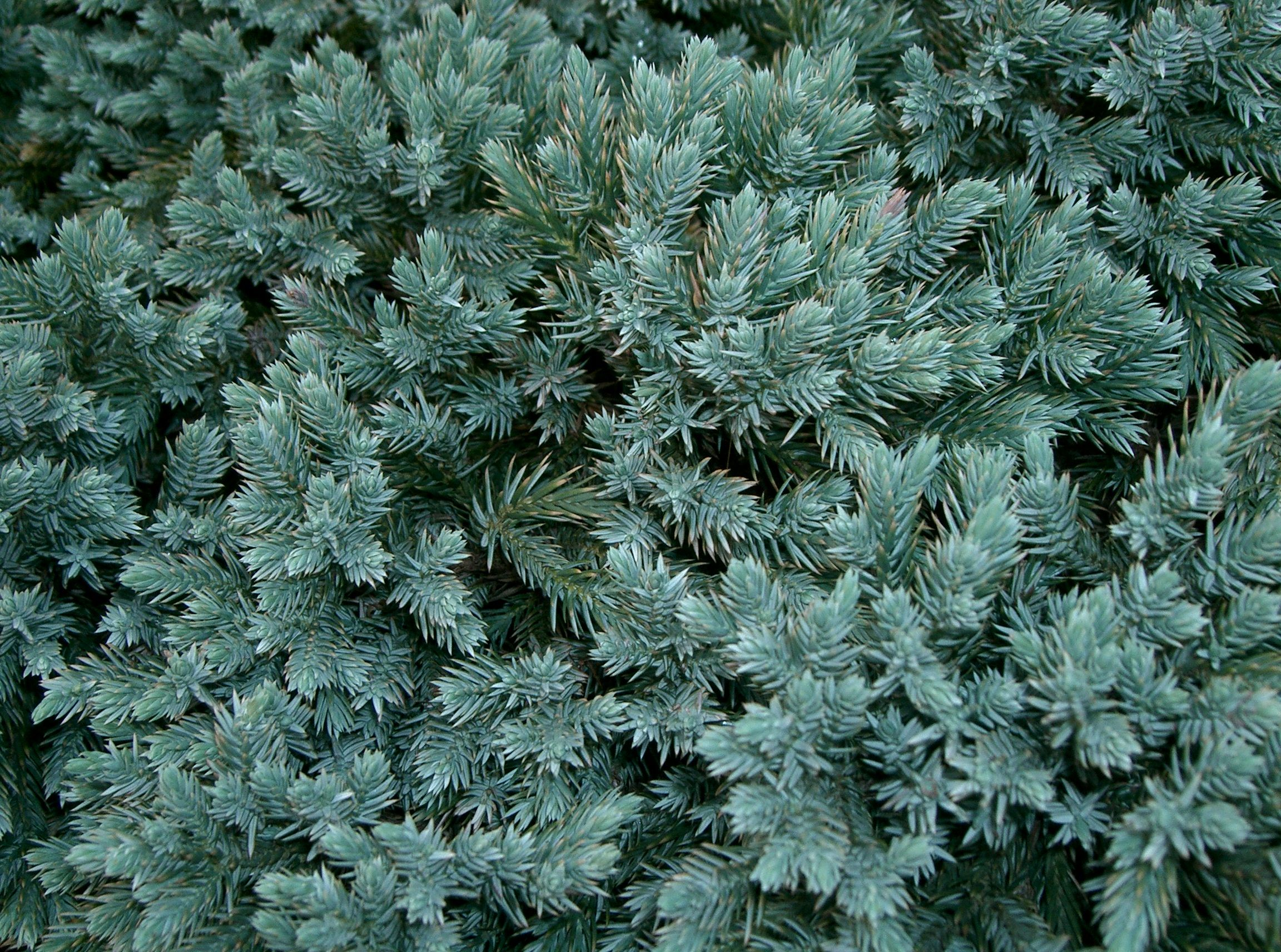
J. squamata 'Blue Star'
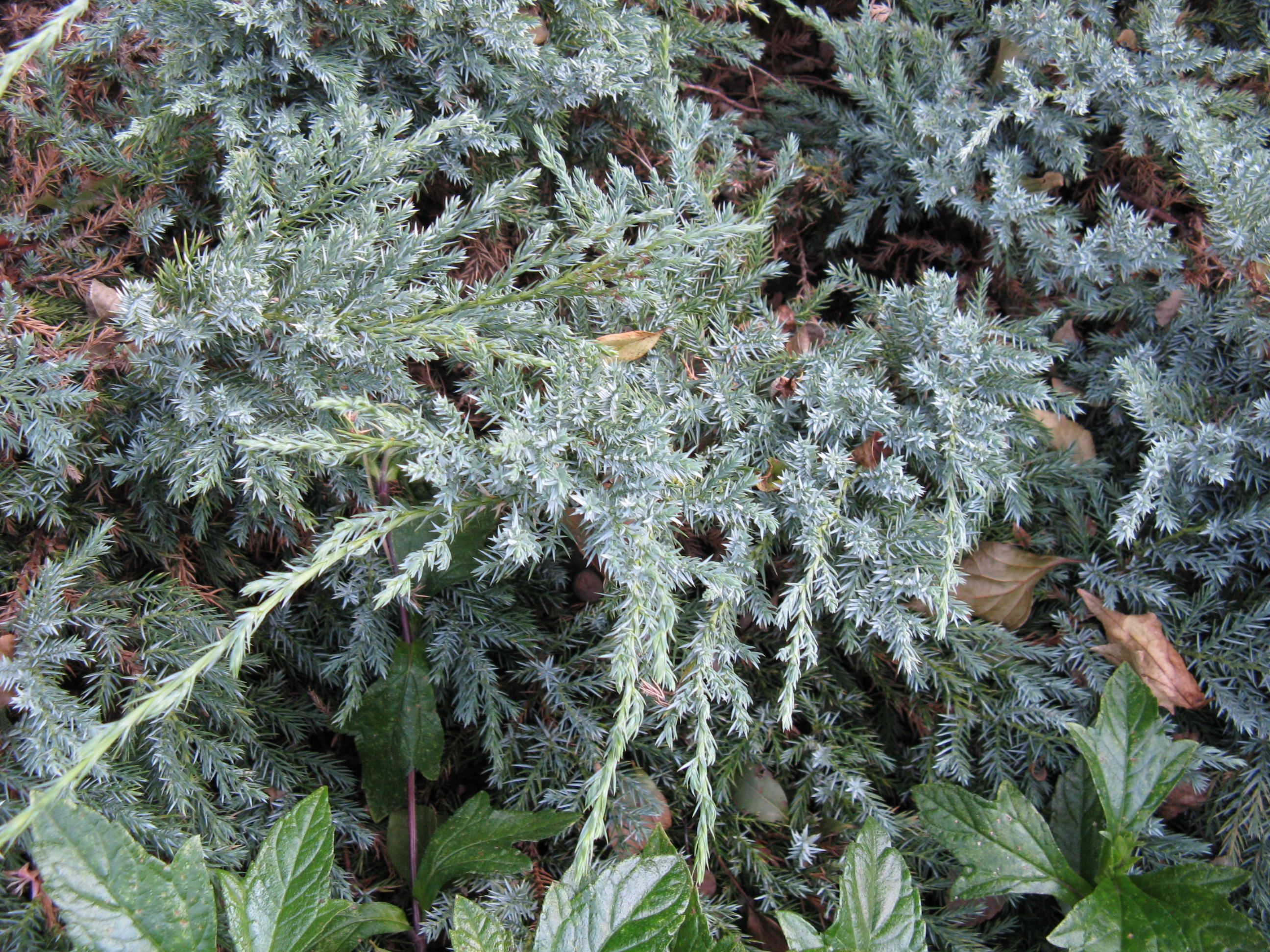
J. squamata 'Blue Carpet'

## Felhasználása
Az alapfajt szinte csak gyűjteményes kertekbe ültetik, de számos kertészeti változatát előszeretettel telepítik sziklakertekbe.